# رونذا (دائرة انتخابية في المملكة المتحدة)
رونذا (بالإنجليزية: Rhondda)‏ هي إحدى الدوائر الانتخابية في المملكة المتحدة الممثلة في مجلس العموم في برلمان المملكة المتحدة.
عضو البرلمان الذي يمثلها حالياً هو :Chris Bryant (Lab).